# 松本勇平 (放送作家)
松本 勇平（まつもと ゆうへい）は、日本のラジオ放送作家である。A&Gアカデミー放送作家コース3期卒業生。ブルーマウンテン所属。主に文化放送および超!A&G+で活動している。愛称は松、DJ松、Mメガネ、セバスチャンなど。
2010年1月1日に放送された超!A&G+の特別番組『超!A&G+生スペシャル・一緒に初日の出が観たいんでスペシャル』では、小林洋平、八木橋淳と共にパーソナリティを務めた。

## 担当番組
超!A&G+
- 悠木碧のこしらえるラジオ

インターネットテレビ
- ガンガンGAちゃんねる

### 過去の担当番組
文化放送
- まみことよーこのお・ま・た・ん!?
- 樹元オリエwith山口勝平のランチタイムミュージック
- 小松未可子・西山宏太朗 Twilight 〜夕凪のレストラン〜
- 碧と彩奈のラ・プチミレディオ
- 〜TRUEのおもてなしラジオ〜 鶴松屋へようこそ
- ラジオふるさと便

超!A&G+
- アニキン〜Skytree Radio
- Voice of A&G Digital 明坂聡美の超ラジ!Girls
- RADIO 4Gamer
- 東京国際アニメフェア2011 超!ステーション
- アンテナ+
- 超!A&Gミュージック+TV
- まんけん!
- ブルーマウンテンカフェ - 5月より「松に聞いてみよう!」の隔週レギュラーコーナーで顔出ししていたが、2011年9月25日で番組終了。
- なすなか理恵のなまきがえ♪
- A&G ARTIST ZONE 2h
- 織田かおりのcolorful mode
- 竹達沼倉の初めてでもいいですか?
- ナス☆シスのお願い!ミッドナイトエンジェル
- ツブ★ドル ユメカナラジオ！
- れいちゃんねる!
- メゾン・ド・イーコエ ※火曜日（光央とMachicoのカフェ・ド・ボイス・ダイアリー）、木曜日（長縄まりあ HAPPY ぬ～ LIFE!）金曜日（大森日雅のおやすみマーメイド）担当
- のざP・駒形友梨のライブドッグ!
- 竹達・沼倉の初ラジ!
- 河瀬茉希と赤尾ひかるの今夜もイチヤヅケ!
- A&G ARTIST ZONE THE CATCH（月曜日・火曜日・水曜日担当）

ラジオ関西
- 集まれ昌鹿野編集部
- おどろき戦隊 モモノキファイブ

bayfm
- The BAY☆LINE（木曜日担当）

インターネットラジオ
- きけばいーじゃん!しゅごキャラ!じお
- 竹達彩奈 文野はじめのNOVELiDOLラジオ
- アフィリア･サーガの魔法学院放送部
- 黒崎さんち